# あいちゃん
あいちゃん14さい（2010年7月25日 - ）は、日本の女性アイドル。
デビュー当時4歳であったことから、所属事務所では「元祖・最年少アイドル」と呼んでいる。デビュー当時は「あいちゃん4さい」の芸名で活動。その後、誕生日を迎えるごとに「あいちゃん5さい」「あいちゃん6さい」などと改名しているが、煩雑を避けるため当記事では「あいちゃん」の表記で統一する。

## 経歴
2010年7月25日、東京都に生まれる。
2014年10月、「あいちゃん4さい」としてライブ活動開始。「カエルの歌」と「さんぽ」(『となりのトトロ』)を歌う。
2017年1月15日、『フルタチさん』で特集される。
2017年4月、「ハイパーランドセル」でCDデビュー。 
2018年2月26日、AFPに取材される。「あいちゃん6さい（当時）大人のようなメークを施しているが、まだ非常にあどけない」と論評される。

### 舞台
- 2016年、劇団TEAM-ODAC 『MOON&DAY～うちのタマ知りませんか？～』 - 花咲ナミ 役

### フィルモグラフィー
- 2015年、映画『ディープ・スイーツ・ジュニア』（山崎幹夫監督） - チカッポン 役　※あい 名義
- 2017年1月15日、『フルタチさん』（CX）

### ディスコグラフィー
- 2017年4月、1stシングル『ハイパーランドセル』あいちゃん6さい名義、RMP-0009
  - 収録曲：『ハイパーランドセル』『ハイパーランドセル・カラオケ』

## その他
2017年1月15日、CXで放送された『フルタチさん』の中で、女子アナウンサーが「幼稚園で好きな男の子いるの？　と聞いた所、○○○君が好きと答えていました～」と発言。放送を自宅で見ていたあいちゃんは、その場で泣き崩れた。
事務所代表の言い分はこうだ：「あいちゃんは『好きな人がいる』などとは一切言っておらず、『好きな人いないって言ったのに‥‥。なんで嘘を言うの？』『お客さんがかわいそう』と泣き崩れたそうです」。また、（代表は）あいちゃんの母親がスタッフとの雑談の中で「良く遊ぶ男の子の名前」を出したことが、伝達ミスか何かで最終的にこのような事態を招いたと推測している。
放送翌日の朝も涙が止まらず、心配した母親が幼稚園を休ませた。

### デビューのきっかけ
もともと、あいちゃんの母・山崎茉実が12歳の頃から事務所代表（音楽教室講師を兼業）の教え子だった。14歳の時「12.ヒトエ」というガールズバンドでメジャーデビューするもあまり売れずに解散。19歳のときあいちゃんが生まれる。
あいちゃんが3歳の時に「そろそろ楽器をやらせてみようか」ということで、ウクレレを始める。山崎茉実によると、あいちゃんがアイドルになりたいと思うようになったのはアニメ「アイカツ！」がきっかけだという。なお、山崎は、「あいちゃんがやっていることはテレビの子役や雑誌の子供服モデルとあんまり変わらない」と語る。
あいちゃんデビュー前後、代表は小学生アイドルバンドをプロデュースしていた。自らがプロデュースする“小学5年生のみで構成されるバンド”が出演するイベントに行ったところ、（彼女たちが最年少かと思っていたのに）小学1年のアイドルがいて驚いた。「じゃあうちの幼稚園児も出したらどうか」と教え子の幼女たちをデビューさせた。2018年のAFPの取材によると、あいちゃんのマネージャーも務める。

### 人物
好きな歌のジャンルはアニソン（『アイカツ！』、『プリパラ』など）。7歳当時のインタビューに、「アイドルはずっと続けたいが、将来の夢はペットショップかケーキ屋さん」と、少しばかり？矛盾気味の回答をしている。なお、同じインタビューで、得意料理はオムライスと答えている。
8歳当時のデータであるが、身長130cm、体重23kg、靴21cm。歌、ギター、ピアノ、英会話、フラダンスを習う。特技はUFOキャッチャー。